# Friedensdienst
Friedensdienst bezeichnet eine Form der Arbeit, die zur Verwirklichung von Frieden beiträgt. Dieser kann dabei als Freiwilligendienst, also eine ehrenamtliche, ohne materielle Gewinnabsicht geleistete und von öffentlichen Großinstitutionen möglichst unabhängige Arbeit absolviert werden.

## Allgemeine Definition
Friedensdienst ist auf verschiedenen Ebenen tätig:
- Zivile, gewaltfreie Konfliktbearbeitung
- Solidarisierung mit den Opfern
- Arbeit an gesellschaftlichen Alternativen.

Der Begriff wurde in Deutschland Ende der 1950er Jahre vor allem dadurch bekannt, dass die Evangelische Kirche in Deutschland nach der Einführung der allgemeinen Wehrpflicht die friedensethische Kompromissformel vom Friedensdienst mit und ohne Waffen fand.

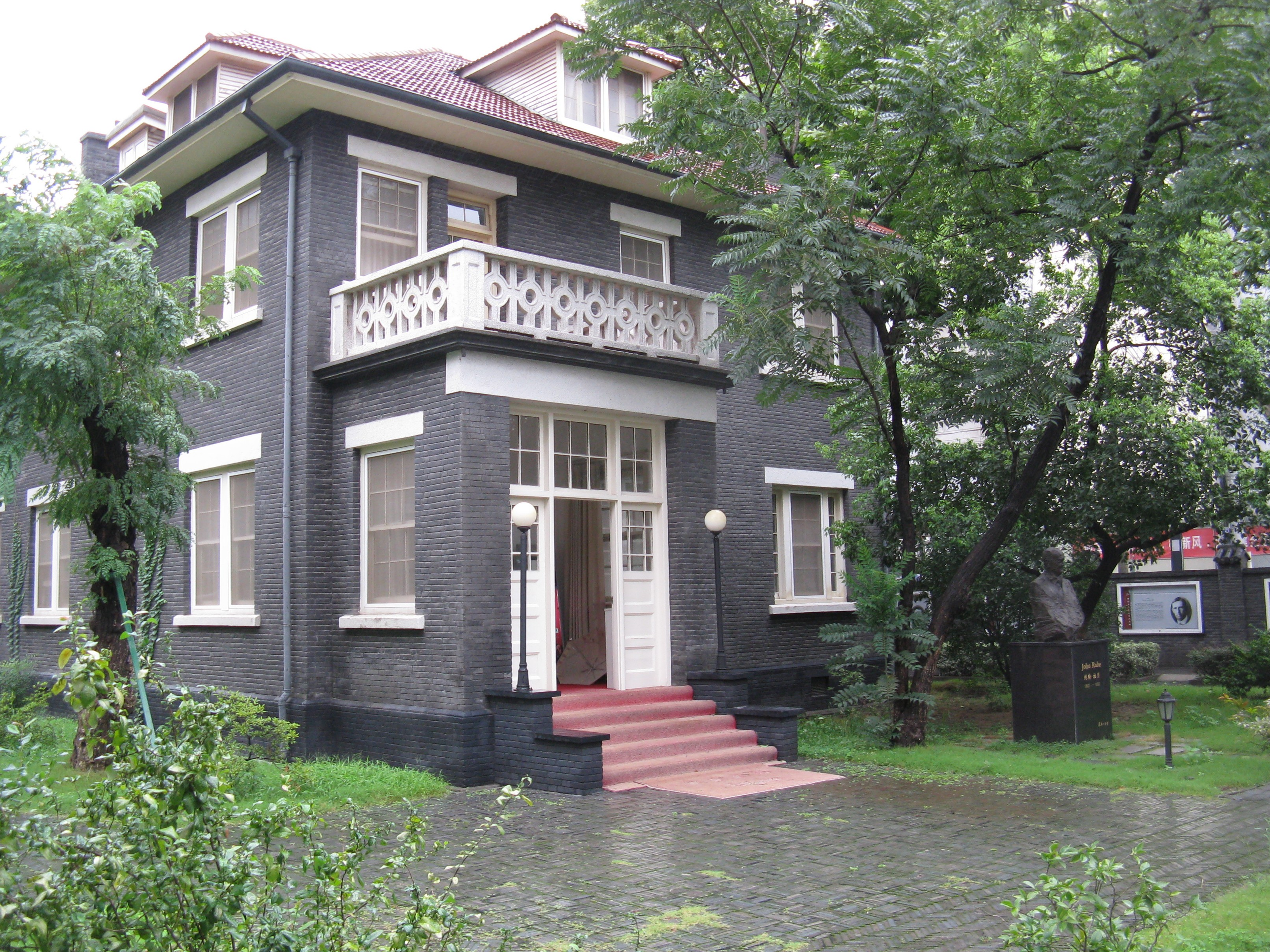
Das John-Rabe-Haus in Nanjing, Juli 2008

## Geschichte
Vorläufer der Friedensdienste waren die Historischen Friedenskirchen (seit dem 16. Jahrhundert), die „Friedensgesellschaften“ in England, USA, Österreich (im 19. Jahrhundert), in Deutschland die Deutsche Friedensgesellschaft (DFG), in der Schweiz das Internationale Friedensbureau.
Um die Zeit des Ersten Weltkriegs entstanden zwei Ideen: die eines Internationalen Versöhnungsbundes und die eines weltweiten Netzes von Freiwilligendiensten Jugendlicher zur Völkerverständigung. Zeitgleich mit dem Beginn des Krieges wurde der Internationale Versöhnungsbund gegründet; bald nach Kriegsende gab es die ersten internationalen Freiwilligendienste, „Aufbaulager“ und „workcamps“. In den 1920er Jahren breitete sich parallel zu den Jugendgemeinschaftsdiensten die Kriegsdienstverweigerung aus. Eine Vielzahl von pazifistischen Organisationen entstand.
Der Zweite Weltkrieg und seine Vorgeschichte brachte das Ende für viele in diesen Organisationen engagierte Menschen. In der Zeit des Nationalsozialismus wurden nach Schätzungen mehr als 6000 deutsche Kriegsdienstverweigerer umgebracht.
Nach dem Zweiten Weltkrieg trugen friedenskirchliche Freiwilligendienste (Relief Teams aus England und den USA, Quaker Peace and Service, die Quäkerhilfe und andere Initiativen) zu einem Abbau von alten Feindbildern bei und gaben Anregungen zur Gründung der ersten Freiwilligen- und Friedensdienste auch in Deutschland: 1946 Christlicher Friedensdienst (CFD), 1948 Pax Christi – Deutsche Sektion, 1949 Internationale Jugendgemeinschaftsdienste (IJGD), 1957 Eirene, 1958 Aktion Sühnezeichen (ab 1968 mit dem programmatischen Namenszusatz Friedensdienste), 1959 Weltfriedensdienst.
In den folgenden Jahren entstanden weitere Organisationen und Zusammenschlüsse. Sie ermöglichten (programmatisch mehr oder weniger verzahnte) Entwicklungs- und Friedensdienste in folgenden Formen:
- langfristige staatlich anerkannte Entwicklungsdienste (2 bis 3 Jahre, Mindestalter 21 bis 25 Jahre);
- weitere lang- und mittelfristige Dienste (6 bis 18 Monate, Mindestalter 18 Jahre);
- kurzfristige Dienste (3 Wochen bis 3 Monate, Mindestalter 16 Jahre);
- Gruppeneinsätze für Studenten und Jungakademiker.

Insgesamt hatten in der Zeit von 1945 bis Ende der 1960er Jahre eine Million meist jugendlicher Freiwilliger in 200 nationalen und internationalen Organisationen für den politischen und sozialen Frieden gearbeitet.
Schon damals wurde die Spannung zwischen öffentlicher Förderung und politischer Unabhängigkeit diskutiert. Am deutlichsten konnten internationale Organisationen die Grundsätze des Friedensdienstes einlösen: Unabhängigkeit, Freiwilligkeit und Gruppen-/Gemeinschaftsethos. Entsprechend wurde 1970 der Freiwilligendienst der Vereinten Nationen (United Nations Volunteers) gegründet. Er wurde neben seiner Selbstbeschreibung als „freiwilliger Dienst in der Entwicklungshilfe“ gleichzeitig als „ein Dienst am Frieden“ gesehen, besonders durch seine jeweilige internationale Gruppenzusammensetzung vor Ort.
In der Friedensbewegung der 1980er Jahre entstanden in Deutschland erste Bildungsstätten für Friedensarbeit bzw. für Gewaltfreie Aktion. In ihrer Zusammenarbeit mit den traditionellen Friedensdiensten ergaben sich neue Verbindungen von auslands- und inlandsbezogener Friedensarbeit.
Seit 1981 stellten auch in der DDR etwa 800 Jugendliche um die Bürgerrechtlern Christoph Wonneberger und Rainer Eppelmann die Forderung Sozialer Friedensdienst (SoFd) auf, als Alternative zum Wehrdienst in der NVA. Vom Politbüro der SED wurde dies als Konterrevolution eingeschätzt und mit Verhaftungen beantwortet.
Im ökumenischen Konziliaren Prozess für Gerechtigkeit, Frieden und Bewahrung der Schöpfung (ab 1983) wurde die Initiative für Schalomdienste und ein Schalomdiakonat entwickelt.
1989 wurde der Bund für Soziale Verteidigung gegründet. Er wollte eine „dritte Säule“ des Friedensdienstes neben Zivil- und Militärdienst setzen und engagierte sich ab Mitte der 1990er Jahre gemeinsam mit anderen im Forum Ziviler Friedensdienst (siehe: Ziviler Friedensdienst).
Seit 1992 kann in Österreich im Rahmen des Auslandsdienstes ein Friedensdienst abgeleistet werden, welcher als Ersatzdienst zum Zivildienst anerkannt ist.

### Deutschland
- Aktionsgemeinschaft Dienst für den Frieden
- Aktion Sühnezeichen Friedensdienste
- Nes Ammim, Arbeit für Frieden und Versöhnung zwischen Juden, Christen und Muslimen in Israel
- Sozialer Friedensdienst zur Völkerverständigung mit Osteuropa
- Bewegter Frieden – Die Friedensbewegung in der DDR
- ICJA Freiwilligenaustausch weltweit e. V., Berlin
- Konsortium Ziviler Friedensdienst
- International Peace Observers Network

### Österreich
- Österreichische Friedensdienste – Als Dachverband fungierender Verein, organisiert Friedensdienste, vor allem in Südosteuropa
- Österreichischer Friedensdienst siehe dazu auch: Auslandsdienst Österreichs

### Schweiz
- IG Ziviler Friedensdienst
- Schweizerische Friedensstiftung